# Чемпіонат Одеської області з футболу 2010
Чемпіонат Одеської області з футболу 2010 року серед команд вищої ліги проходив з 22 травня по 4 вересня. У турнірі брало участь 7 колективів. Чемпіоном області за підсумками сезону став ФК «Тарутине».

## Вища ліга

### Система проведення чемпіонату
Чемпіонат проводився за традиційною системою — у два кола. Ігри відбувалися щосуботи, як резервний день використовувалася середа.

### Результати та турнірна таблиця
| М | Команда                               | 1   | 2   | 3   | 4   | 5   | 6   | 7   | І  | В  | Н | П  | М     | О  |
| - | ------------------------------------- | --- | --- | --- | --- | --- | --- | --- | -- | -- | - | -- | ----- | -- |
| 1 | ФК «Тарутине»                         |     | 3:1 | 2:1 | 5:1 | 2:1 | 6:3 | +:- | 12 | 11 | 0 | 1  | 36-14 | 33 |
| 2 | ФК «Єреміївський» (Єреміївка)         | 0:3 |     | 2:1 | 3:0 | 2:0 | 4:1 | +:- | 12 | 9  | 1 | 2  | 22-9  | 28 |
| 3 | «Нива» (Таїрове)                      | 4:2 | 0:0 |     | 0:0 | 6:0 | 4:0 | 3:1 | 12 | 8  | 2 | 2  | 31-12 | 26 |
| 4 | «Тирас-2500» (Білгород-Дністровський) | 0:3 | 1:2 | 1:3 |     | 5:0 | 2:3 | +:- | 12 | 5  | 1 | 6  | 23-25 | 16 |
| 5 | «Дружба» (Зоря)                       | 1:4 | 0:3 | 1:2 | 1:2 |     | 3:2 | 2:1 | 12 | 3  | 0 | 9  | 9-30  | 9  |
| 6 | «Дунай» (Багате)                      | 2:4 | 0:4 | 2:3 | 1:6 | 1:0 |     | 0:1 | 12 | 2  | 1 | 9  | 16-38 | 7  |
| 7 | СК «Южне»                             | 0:2 | 0:1 | 1:4 | 4:5 | -:+ | 1:1 |     | 12 | 1  | 1 | 10 | 9-18  | 4  |

### Візитна картка чемпіонату
- В чемпіонаті зіграно 42 матчі (4 матчі фактично не були зіграні), забито 146 голів.
- Середня результативність склала 3,48 м'ячі за гру (3,84 без врахування ігор з технічним результатом).
- Матчі чемпіонату в цілому відвідало 11845 глядачів (в средньом 312 за гру (без врахування матчів з технічним результатом)).
- Призначено 15 пенальті, 13 з них було реалізовано.
- Зафіксовано 1 автогол.
- Арбітри показали в цілому 133 жовті та 11 червоних карток.
- В чемпіонаті взяло участь 160 футболістів.

### Найкращі бомбардири
| М | Гравець          | Команда                       | Голів | Ігор |
| - | ---------------- | ----------------------------- | ----- | ---- |
| 1 | Олександр ГРОЗОВ | ФК «Тарутине»                 | 9 (2) | 9    |
| 2 | Віталій БАЧУР    | ФК «Тарутине»                 | 8 (1) | 10   |
| 3 | Тарас ФОМУК      | ФК «Єреміївський» (Єреміївка) | 8 (5) | 11   |
| 4 | Денис КОВАЛЕНКО  | «Нива» (Таїрове)              | 7 (1) | 7    |